# Tunisia ottomana
Il periodo della Tunisia ottomana copre un'epoca che va dal 1574 al 1881, segnata dalla presenza ottomana, a volte effettiva e a volte nominale, nonché da una successione di diversi sistemi politici.
Prima del 1574, data dell'effettiva conquista della Tunisia da parte degli Ottomani, questi ultimi conquistarono, a più riprese e per brevi periodi, la Tunisia prima di perderla nuovamente a vantaggio degli Hafsidi e degli Spagnoli. L'autonomia tunisina era talmente ampia da porre il tuo paese come separato soggetto di diritto internazionale.
Nel 1881, la reggenza di Tunisi divenne un protettorato francese, segnando la fine del periodo ottomano.

## Eyalet di Tunisi

### Premessa: la conquista di Tunisi

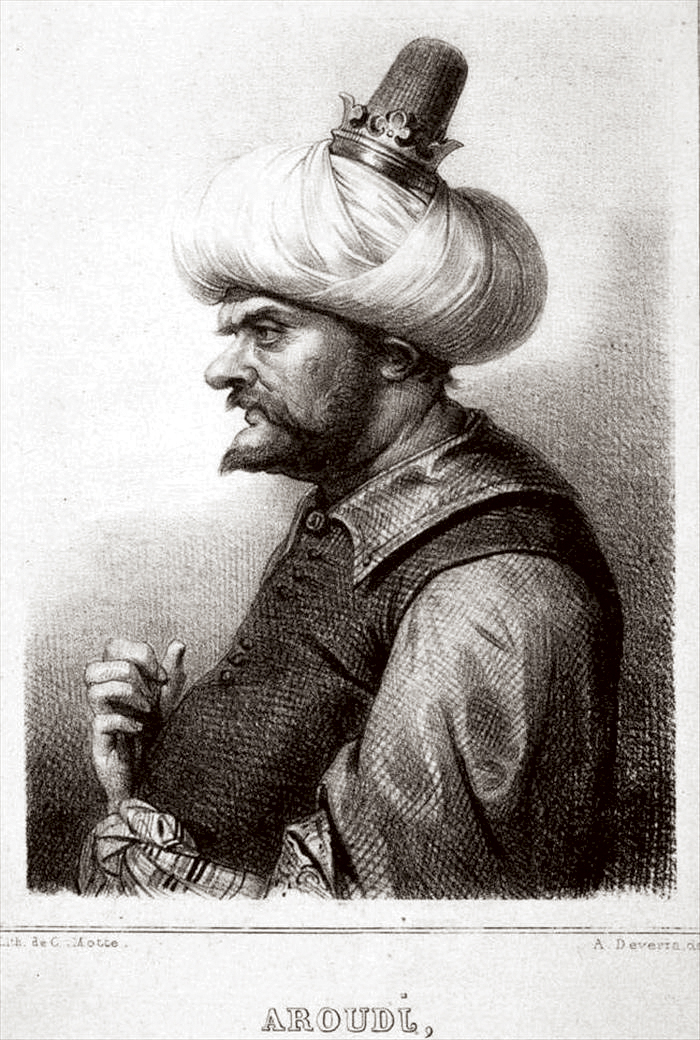
Aruj in una litografia immaginaria ottocentesca

Nelle lotte navali intraprese nel XVI secolo tra Impero ottomano e potenze europee per il controllo del Mediterraneo e delle sue rotte commerciali, l'Impero turco supportò molti corsari berberi che avevano il compito di assaltare le navi commerciali europee in mare aperto. I corsari fecero di Algeri la loro base principale. L'architetto della potenza ottomana nel Maghreb furono Aruj [Oruç] (c.1474–1518) e suo fratello Khizr "Khayr al-Din" (c.1483–1546). Entrambi chiamati "Barbarossa" per il colore dei loro capelli, i due corsari avevano origini oscure e provenivano dall'isola greca di Mitilene.
Dopo aver acquisito capacità di combattimento nel Mediterraneo orientale (periodo durante il quale Aruj venne catturato e trascorse tre anni come rematore in una galea dei Cavalieri di San Giovanni prima di essere liberato da altri corsari), i due fratelli giunsero a Tunisi col ruolo di capitani corsari. Dal 1504 i due intrapresero un contratto privato col sultano hafside Mohammad bin al-Hasan (1493–1526) col quale seppero guadagnarsi navi, rifornimenti e uomini per compiere razzie a guadagno dei mamelucchi del Nordafrica. La loro iniziale sede fu a Goletta [Halq al Wadi], conducendo poi operazioni simili a Djerba, dove Aruj divenne anche governatore. Durante questi anni la Spagna, che aveva decretato ai non cristiani di abbandonare i confini del proprio regno, espulse i moriscos verso l'Africa ed Aruj li raccolse impiegandoli come marinai al proprio servizio in Tunisia. Per due volte Aruj tentò senza successo di assaltare Bougie, roccaforte spagnola. Raggiunto un livello adatto di ricchezza, i due fratelli posero la loro base indipendente a Djidjelli, ad est di Bougie, il che attrasse a loro l'ostilità degli hafsidi che da sempre li avevano interpretati non come signori locali ma come impiegati al servizio del loro stato.
Nel 1516, Aruj e suo fratello Khayr al-Din, accompagnati da soldati turchi, si mossero ad est di Algeri, ove riuscirono ad ottenere le aree controllate dallo sceicco della tribù di Tha'aliba, che si era alleato con la Spagna. Negli scontri tra città, ove rimasero uccisi 22 tra notabili e signori locali, il controllo di Algeri passò ai Barbarossa, che pure rimasero alleati dell'Impero ottomano che di fatto tutelava il loro operato. Quando nel 1518 quando Aruj mosse un attacco a Tlemcen, egli rimase ucciso nel conflitto.

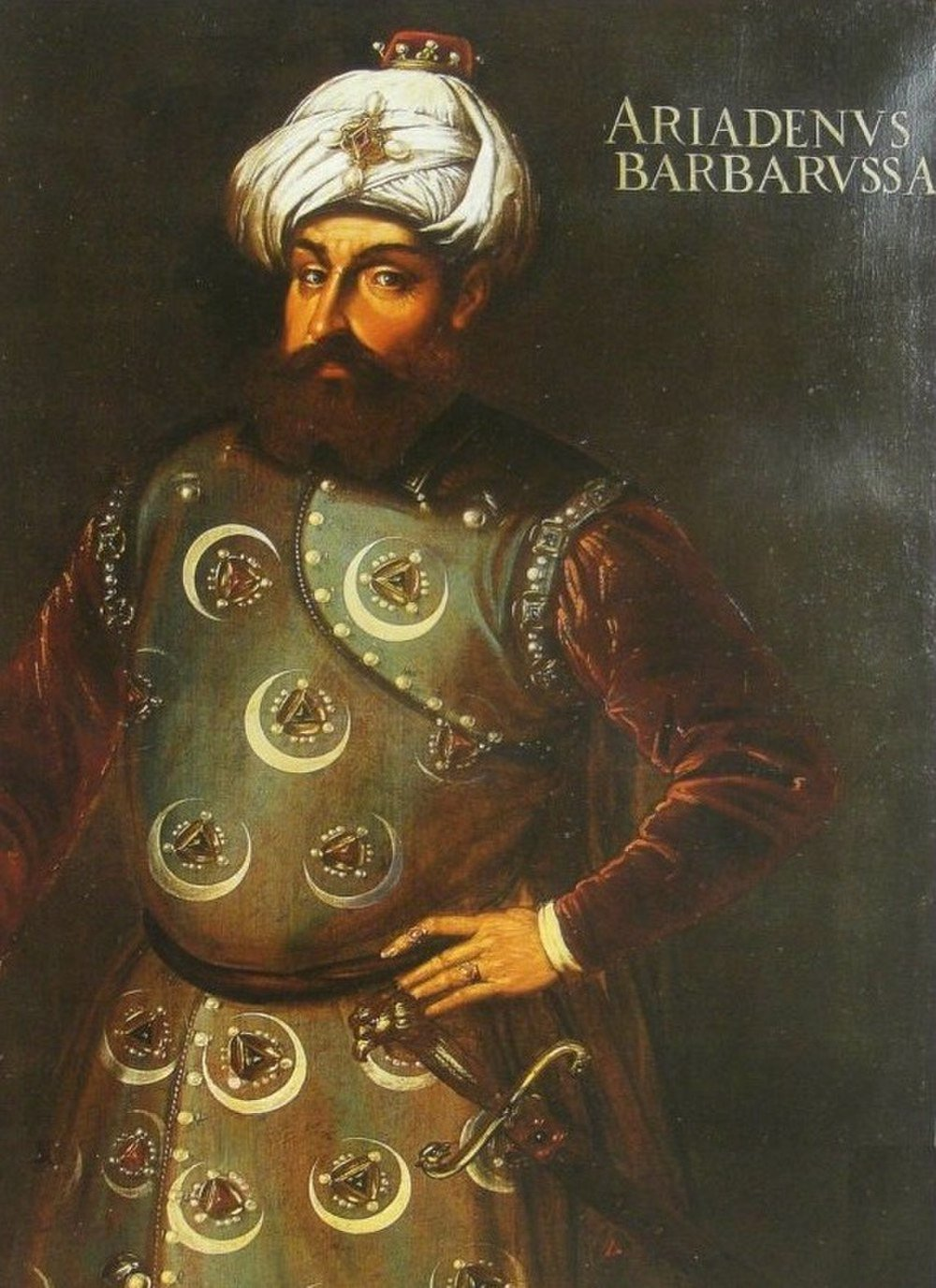
Khayr al-Din Barbarossa (Hayreddin) Pasha (c.1483–1546), fratello minore di Aruj.

Suo fratello minore Khayr al-Din ereditò il controllo di Algeri, ma lasciò la città per diversi anni e per tanti anni fu di base più a est. Dopo essere tornato ad Algeri nel 1529 egli prese alla Spagna il Peñón de Argel (l'ultimo territorio spagnolo rimasto nella regione sotto il suo controllo) ed ottenne il controllo totale del porto. Khayr al-Din continuò le scorribande su vasta scala nel Mediterraneo, accumulando molte ricchezze e molti schiavi, vincendo molte battaglie navali e divenendo presto una celebrità nel suo campo. Nel 1533 Khayr al-Din venne chiamato a Costantinopoli ove il sultano lo nominò pascià e ammiraglio [Kapudan-i Derya] della flotta turca; acquisendo così il controllo su molte navi e soldati. Nel 1534 Khayr al-Din "cogliendo l'occasione di una rivolta contro gli Hafsidi" invase la città di Tunisi dal mare e la catturò agli alleati degli spagnoli.
Già nell'anno successivo l'imperatore Carlo V (anche re di Spagna) organizzò una flotta al comando di Andrea Doria di Genova composta in prevalenza da italiani, tedeschi e spagnoli, che procedette per riprendere Tunisi nel 1535, riuscendo nell'impresa e riponendo il sultano hafside Mawlay Hasan sul suo trono. Khayr al-Din fuggì. La conquista riuscì agli europei in quanto le forze navali dell'Impero ottomano erano di molto indebolite per l'assenza del loro comandante, Khayr al-Din, il quale si era impegnato a combattere con le truppe di terra nel Maghreb su indicazioni del sultano per espandere l'influenza ottomana anche nell'entroterra tunisino.
Passarono alcuni decenni sino al 1556, quando un altro corsaro turco Dragut, regnante a Tripoli, attaccò la Tunisia da est, entrando a Kairouan nel 1558. Quindi, nel 1569 Uccialì, un corsaro, divenne il successore di Khayr al-Din come Beylerbey di Algeri e fece avanzare le forze turche da ovest riuscendo a conquistare il presidio spagnolo di Goletta e la capitale hafside, Tunisi. Dopo la schiacciante vittoria cristiana di Lepanto nel 1571, don Giovanni d'Austria nel 1573 riconquistò Tunisi per la Spagna, restaurandovi il governo hafside. Uccialì fece ritorno in città nel 1574 con una grande flotta ed un grande esercito, riconquistando definitivamente Tunisi. Come prova dell'avvenuto successo, egli spedì a Costantinopoli l'ultimo regnante della dinastia degli hafsidi a bordo di una sua nave.
La pace ispano-ottomana siglata nel 1581 segnò l'acquietarsi della rivalità tra due potenze mondiali. La Spagna mantenne molti dei propri presidi nel Maghreb ed alcuni porti (come ad esempio Melilla ed Orano). In breve tempo sia gli spagnoli che gli ottomani rimasero impegnati in tutt'altre faccende per ragioni diverse e per questo gli ottomani ebbero il modo di consolidare il loro potere nella regione di Tunisi.

### Il governo dei pascià ottomani a Tunisi
Nel 1518, come si è visto, il giovane Barbarossa Khayr al-Din divenne il primo beylerbey ottomano ad Algeri. Il suo governo era autocratico senza alcun sostegno di consigli di reggenza (diwan). In qualità di Beylerbay egli prese Tunisi nel 1534, trattenendola per un solo anno. Nel 1536 Khayr al-Din lasciò il Maghreb, promosso a comando della flotta ottomana. Quattro beylerbey in successione (1536–1568) governarono quindi il Nord Africa.
A parte questi due brevi periodi di governo algerino su Tunisi nell'era ottomana, in tempi successivi i governanti di Algeri furono più propensi a imporre la loro volontà sulle questioni tunisine piuttosto che ad assecondare il sostegno locale.
Il beylerbey "esercitava l'autorità di sovranità in nome del sultano ottomano su Tunisi. Il beylerbey era la suprema autorità ottomana nel Mediterraneo occidentale ed era responsabile della conduzione della guerra contro i nemici cristiani dell'impero...". Quando Uluj Ali morì, il sultano rese l'incarico discontinuo, normalizzando difatti l'amministrazione delle province maghrebine per porre fine alla lunga guerra con la Spagna. Al suo posto, per ciascuna provincia (attuali Algeria, Libia, Tunisia), l'incarico di pascià venne previsto per il governo provinciale.
Nel 1587 il pascià divenne il governatore ottomano di Tunisi. Sotto il pascià prestava servizio un bey che aveva tra i propri compiti quello di raccogliere le tasse. Dal 1574 al 1591 venne formato un consiglio (Diwan) composto da militari turchi (in turco buluk-bashis) e da notabili locali, col compito di consigliare il pascià. Il linguaggio utilizzato rimase il turco. Con il governo permanente ottomano (imposto nel 1574) il governo di Tunisi acquistò stabilità, dal momento che i primi anni di dominio erano apparsi incerti per le avverse fortune della guerra in corso.
Ad ogni modo anche il mantenimento del potere da parte del pascià in Tunisia era destinato ad avere breve durata. Quattro anni più tardi, nel 1591, una rivolta dei giannizzeri turchi sbarcati in loco portò alla nascita di un governatorato militare guidato da un Dey che difatti prese il posto del pascià e divenne l'autorità regnante a Tunisi. Il pascià rimase una figura di secondo piano anche se comunque continuò ad essere nominato ogni tre anni dal sultano ottomano. Dopo alcuni decenni, ad ogni modo, il bey di Tunisi ottenne egli stesso il titolo di pascià, riuscendo ad eclissare il potere del dey e divenendo in tal modo l'unica autorità regnante a Tunisi sebbene il sultano non vedesse di buon occhio questo eccesso di potere. Già i beys come governanti musulmani avevano il titolo e l'onore di essere chiamati pascià, e per di più erano in connessione diretta col califfo ottomano la cui rilevanza religiosa lo definiva anche "Comandante della Fede" (in arabo: Amir al-Mu'minin).

### I dey giannizzeri
Gli ottomani avevano stabilmente a Tunisi 4 000 giannizzeri derivati dalle loro forze presenti ad Algeri; le truppe erano essenzialmente turchi reclutati in Anatolia. Il corpo dei giannizzeri era sotto il comando diretto del loro Agha ("maestro"). Gli ufficiali erano chiamati dey e ciascun dey comandava circa 100 soldati. La Porta ottomana lasciò poi al pascià di Tunisia il reclutare gli uomini direttamente nella regione.

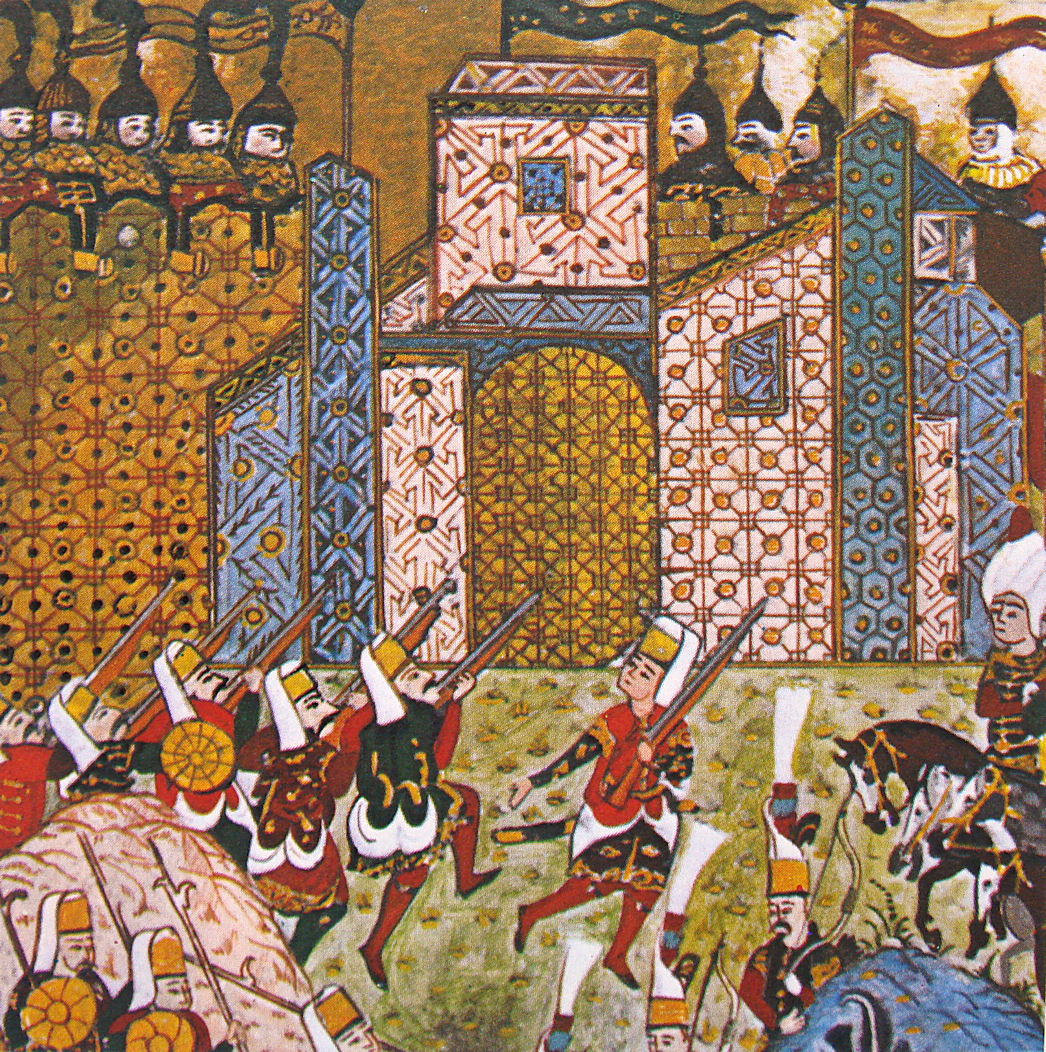
Giannizzeri ottomani che battagliano contro i difensori cavalieri di San Giovanni all'Assedio di Rodi del 1522

I giannizzeri (yeni-cheri, "nuove truppe") erano spesso l'élite dell'esercito turco in quanto venivano addestrati a tale compito sin dalla giovinezza. Alcuni di questi erano ex cristiani provenienti dalla Grecia o dalla zona dei Balcani che si erano convertiti all'islam. Tenuti in caserme separate e proibiti nel matrimonio, i giannizzeri dovevano rispettare un rigoroso codice di pulizia personale e vestiario, oltre alle regole specifiche del loro reggimento. Data la loro preparazione e la loro influenza i giannizzeri erano una forza utile, ma temuta in quanto almeno "sei sultani vennero detronizzati o uccisi per loro mano".
Nell'area del Maghreb i giannizzeri incontrarono l'unica concorrenza nella locale pirateria berbera che era composta in gran parte da cristiani rinnegati e da turchi.

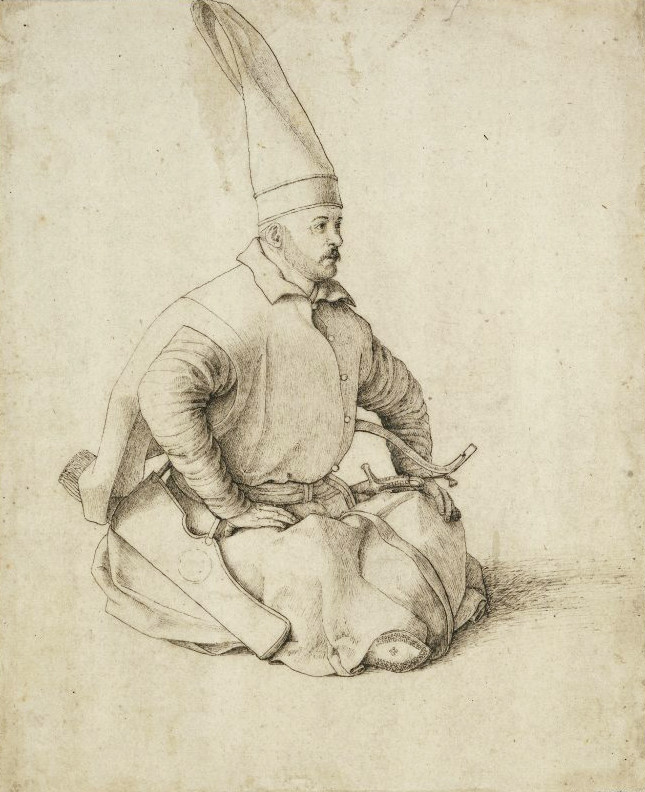
Un giannizzero (XV secolo) in un disegno del veneziano di Gentile Bellini.

In Tunisia sino al 1591, il corpo dei giannizzeri era considerato direttamente sotto il controllo del locale pascià ottomano. In quell'anno ad ogni modo gli ufficiali di questo corpo riuscirono a forzare il pascià a riconoscere la loro autorità diretta sui loro uomini. Il nuovo capo militare della formazione era detto Dey, e venne eletto il giorno successivo all'insurrezione. Il Dey era incaricato di mantenere l'ordine e la legge nella capitale e nelle questioni militari del paese, divenendo così il "governante virtuale dello stato". Questo cambiamento in un primo tempo indispettì l'Impero ottomano che però ben presto si rese conto di come la zona difficile da governare forse avrebbe più avuto convenienza ad esistere con un governatorato militare. Venne abolito il diwan di stato ed al suo posto vennero nominati dei giuristi Maliki tunisini.
Due dei più rilevanti dey di questo periodo furono 'Uthman Dey (1598–1610) e suo genero Yusuf Dey (1610–1637). Abili amministratori, essi misero in atto tattiche per mantenere libero il loro governo, disponendo anche di ampie risorse che consentì loro di portare avanti molti progetti pubblici e nuove costruzioni (ad esempio moschee, fortezze, caserme ed eseguire riparazioni sugli acquedotti esistenti). Le tribù ribelli ai giannizzeri vennero sottomesse e in tutta la Tunisia si diffuse un periodo di pacificazione di ricchezza.
Già sotto Yusuf Dey non pochi erano gli interessi che avevano smosso il governo ad intraprendere nuove strategie di amministrazione. Tra gli anni '20 e '30 del Seicento, infatti, il bey turco locale cercò di raccogliere quante più forze possibili per sostituirsi all'autorità del dey, potere che stava ormai sfumando e che decadde ufficialmente nel 1673 con la mancata soppressione di un'insurrezione locale che detronizzò i giannizzeri dalla loro posizione dominante.

## Cronologia

### Dal 1534 al 1573: periodi discontinui del controllo ottomano
Tra il 1534 e il 1573, la Tunisia fu più volte conquistata dagli Ottomani e poi riconquistata dagli Hafsidi e dai loro alleati spagnoli:
- Il 22 agosto 1534, Khayr ad-Din Barbarossa si impadronì di Tunisi per conto dell'Impero ottomano[50] e riuscì persino a stabilire una guarnigione a Kairouan.
- Dal 16 giugno al 21 luglio 1535 una spedizione di Carlo V riuscì a riconquistare Tunisi e a sostituire sul trono e sotto la sua protezione il sultano hafside Muhammad V al-Hassan.
- Dalle 9 al 14 maggio 1560, la battaglia di Gerba si concluse con la conquista dell'isola da parte degli ottomani.
- Nel 1569 gli ottomani riuscirono a riconquistare Tunisi; vi rimasero fino al 1573 quando una spedizione spagnola comandata da Giovanni d'Austria conquistò la città, ripristinando il potere hafside - vassallo degli spagnoli - per un periodo di quasi un anno, prima della conquista finale della Tunisia da parte di gli ottomani.

### Dal 1574 al 1590: amministrazione turca diretta
Nel 1574, la Tunisia cadde sotto l'influenza ottomana dopo la battaglia di Tunisi, che si svolse dal 15 luglio al 3 settembre. Seguì un periodo di amministrazione ottomana diretta che durò fino al 1590, quando insorsero i giannizzeri, ponendo a capo dello stato un dey e, ai suoi ordini, un bey responsabile del controllo del territorio e della riscossione delle tasse. Quest'ultimo non ci mise molto a diventare la personalità essenziale della reggenza al fianco del pascià, che rimase confinato al ruolo onorario di rappresentante del sultano ottomano.

### Dal 1590 al 1613: potere dei Dey
Dal 1590, il dey, che era il comandante militare del territorio eletto dal diwan, divenne il vero padrone del paese. Ibrahim Roudesli venne eletto primo dey di Tunisi (1590-1592). Gli succedettero Moussa Dey (1592-1593), Othman Dey (1593-1610) e Youssef Dey (1610-1637). Tuttavia, i dey persero potere effettivo a vantaggio del Bey Mourad nel 1613.

### Dal 1613 al 1881: potere delle dinastie del Bey
Il bey, la cui funzione era originariamente quella di un semplice prefetto che rappresentava l'Impero ottomano a Tunisi, divenne la figura centrale dell'amministrazione territoriale ottomana in Tunisia dal 1613.

#### Dal 1613 al 1702: bey moradidi
Nel 1613, Mourad fondò la dinastia beylicale ereditaria dei muraditi. Si succedettero al potere sei bey della dinastia fino al 1702.
Il periodo muradide vide una guerra di successione dal 1675, in seguito alla morte del bey Mourad II.

#### Dal 1675 al 1705: Rivoluzioni di Tunisi
La guerra di successione muradide, o «Révolutions de Tunis», vide diversi belligeranti scontrarsi, a turno Ali Bey El Mouradi e Mohamed Bey El Mouradi, figlio di Mourad II Bey, suo fratello e pascià di Tunisi, Mohamed El Hafsi El Mouradi, diversi dey di Tunisi, la milizia turca di Tunisi e il dey di Algeri. Si concluse con il colpo di Stato di Ibrahim Cherif (1702-1705), che si fece chiamare allo stesso tempo dey, bey e pascià.

#### Dal 1705 al 1881: bey husaynidi
Il 10 luglio 1705 , Ibrahim Cherif venne sconfitto dal dey di Algeri mentre combatteva contro il bey di Tripoli per il possesso dell'isola di Gerba. Catturato, fu portato ad Algeri. Cinque giorni dopo, l'agha degli spahis, tornato a Tunisi con i resti dell'esercito di Cherif, figlio del governatore di Kef Ali el-Turki, fu eletto bey dal diwan. Inaugurò così la nuova dinastia degli Husaynidi sotto il nome di Hussein I Bey.
Gli husaynidi, nominalmente vassalli della Sublime Porta, mantennero tuttavia un grandissimo grado di autonomia e regnarono come monarchi sulla Tunisia fino al 1881, quando la Francia impose il suo protettorato al paese attraverso il Trattato del Bardo, mentre l'Impero ottomano rivendicava le reggenze del Nord Africa fino al primo quarto del XX secolo e non riconoscendo il protettorato francese in Tunisia fino al 1923.

## Il ritorno dei bey

Bandiera del Bey di Tunisi

Il bey (in turco "gazi", comandante) in Tunisia, divenne quindi l'autorità guida dello stato tunisino a partire dal Seicento e si occupò come i suoi predecessori essenzialmente dell'amministrazione interna dello stato e della raccolta delle tasse, in particolare nelle aree tribali. Due volte all'anno, spedizioni armate (mahallas) avevano il compito di compiere delle ronde per il paese, di modo da mostrare il forte potere dell'autorità centrale. Per questo proposito, il bey organizzò delle forze ausiliarie, ovvero una cavalleria contadina (sipahis) in gran parte composta da arabi reclutati dalle tribù locali.
Ramdan Bey aveva sponsorizzato un militare corso di nome Murad Curso appunto che aveva promosso la riorganizzazione militare dell'esercito locale. Dopo la morte di Ramdan nel 1613, fece seguito al suo benefattore nell'incarico di bey, che esercitò effettivamente dal 1613 al 1631. La sua posizione di bey, ad ogni modo, lo faceva rimanere inferiore al dey locale. Suo figlio Hamuda Bey (regnante dal 1631 al 1666), col supporto dei notabili locali di Tunisi, acquisì entrambi i titoli di pascià e di bey. In virtù del titolo di pascià, il bey aumentò notevolmente il proprio prestigio sociale in connessione col sultano-califfo di Costantinopoli. Nel 1640, alla morte del dey, Hamuda Bey si mosse per prendere il controllo di quell'incarico e vi riuscì poco dopo.
Sotto il governo di Murad II Bey (regnante dal 1666 al 1675), figlio di Hamuda, il Diwan venne ripristinato alle sue funzioni di consiglio dei notabili. Già nel 1673 i dey giannizzeri, vedendo assottigliarsi il loro potere, si erano premurati in tal senso. Durante le lotte che seguirono, le forze armate dei giannizzeri comandate dal dey combatterono contro quelle del bey supportate in gran parte dagli sceicchi locali e di molti cittadini. Quando i bey si assicurarono la vittoria, l'arabo tornò ad essere la lingua ufficiale della zona anche se il turco continuò ad essere la lingua governativa, accentuando così il comune legame con l'Impero ottomano.
Alla morte di Murad II Bey, nacquero delle discordie interne alla famiglia dei Muradidi che portarono ad alcuni scontri armati. I governanti turchi dell'Algeria intervennero in questi conflitti interni. Le sfortunate condizioni civili della Tunisia aumentarono ancora di più l'instabilità politica nella zona e la persistente interferenza degli algerini. L'ultimo bey muradide venne assassinato nel 1702 da Ibrahim Sharif, che governò poi per diversi anni sotto la protezione degli algerini.
L'era muradide aveva visto un declino sempre maggiore della pressione della guerra contro l'Europa ed il commercio era basato essenzialmente sulla vendita di prodotti locali dell'agricoltura (soprattutto grano). Il commercio nel Mediterraneo era ormai destinato a divenire monopolio europeo. I bey, intenzionati ad ottenere il massimo vantaggio dalle esportazioni, istituirono dei monopoli governativi che mediavano tra i produttori locali e i mercanti stranieri. Come risultato il governo produceva un profitto spropositato sulle merci esportate e poco rimaneva effettivamente a quanti facevano del commercio la loro attività di vita.
A partire dal 1705 l'eyalet ottomano di Tunisi venne di fatto trasformato in un baliaggio che venne retto da bey semi-indipendenti per oltre un secolo e mezzo.